# 拉卢伊西亚纳
拉卢伊西亚纳，是西班牙安达卢西亚自治区塞维利亚省的一个市镇。总面积43平方公里，总人口4361人（2001年），人口密度101人/平方公里。